# Université du Moyen-Orient
L’université du Moyen-Orient --- en arabe,  جامعة الشرق الأوسط ou en anglais, Middle East University (MEU) --- est un centre universitaire adventiste, à Beyrouth au Liban.   

## Campus

### Histoire
En 1939, l’institution démarra au site actuel à Bouchrieh à sept kilomètres de Beyrouth, sous le nom : College adventiste de Beyrouth Mouseibeh. En 1946, il fut appelé le College du Moyen Orient. Depuis l’an 2000, c’est une université.

### Organisation
L’université du Moyen-Orient est située sur une colline dans la banlieue Est de Beyrouth, ayant une vue sur la ville et la mer Méditerranée. Elle comprend quatre facultés :
1. Faculté des arts et des sciences
2. Faculté de gestion commerciale
3. Faculté d'éducation
4. Faculté de philosophie et théologie

Ces facultés décernent des licences en informatique, gestion commerciale, comptabilité, finance, système bancaire, gestion hôtelaire, marketing, ministère pastoral, éducation, et des masters en gestion commerciale. Les cours sont enseignés en anglais. 
MEU est membre de l'Association arabe universitaire (ACRAO), de l'Association des universités libanaises, de la fédération sportive universitaire du Liban (FSUL), et est affiliée à l'université Andrews. Elle offre la licence de ministère pastoral dans deux campus en Éthiopie et en Ouganda.   